# تبرعم

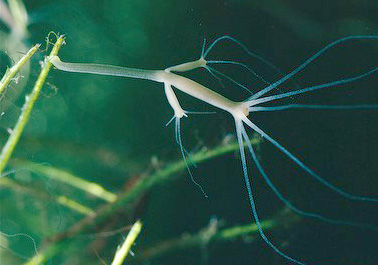
هايدرا ببرعمين.

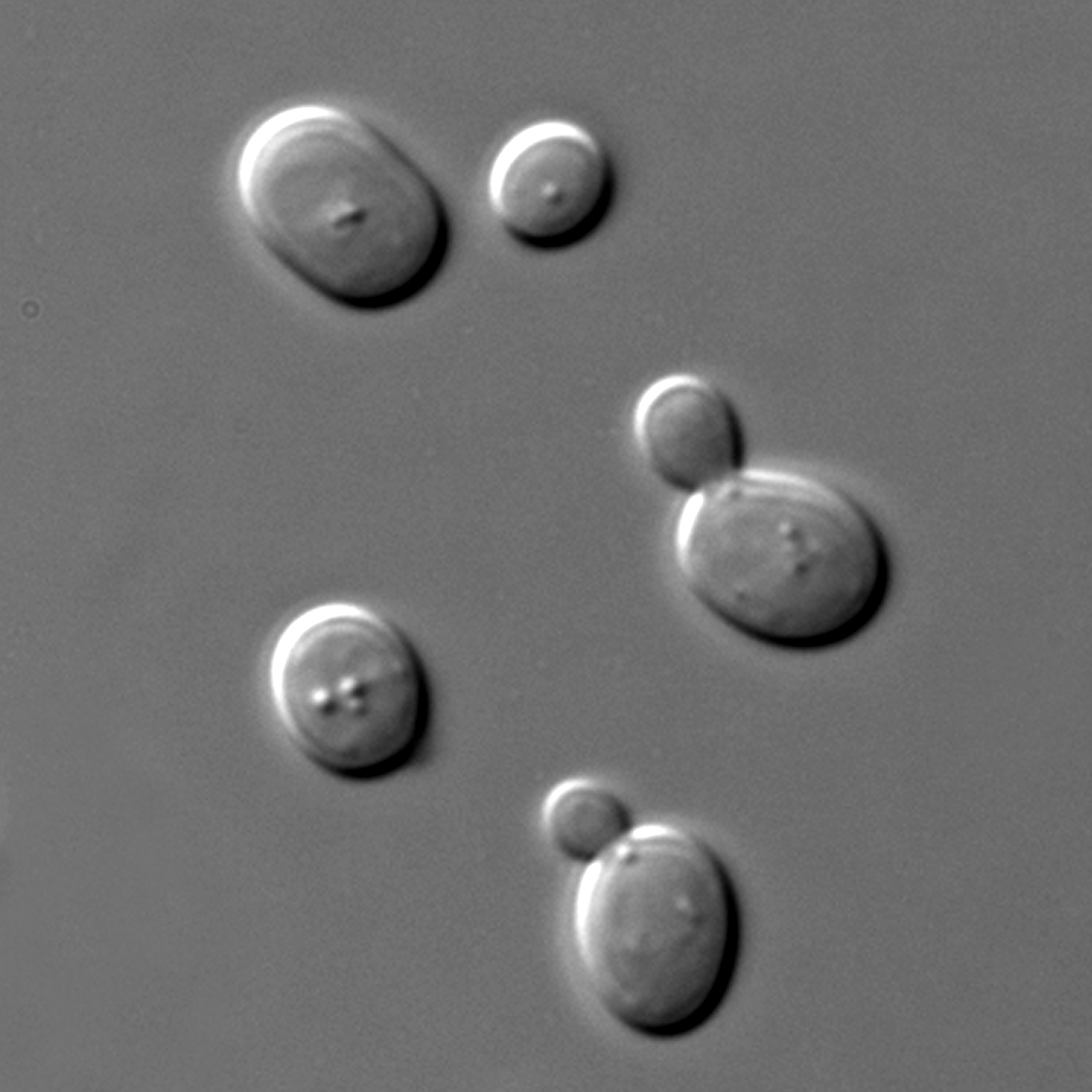
تكاثر فطريات الخميرة بالتبرعم.

التبرعم أو نشوء برعمي أو تكون براعم أو البرعمة (بالإنجليزية: Budding)‏ هي عملية تكاثر لاجنسي حيث يتكون الكائن الجديد عن طريق نمو خارجي أو برعم بسبب انقسام الخلية في جزء معين واحد. الكائن الجديد يبقى مرتبطا بالكائن الأصلي وسينفصل عندما يكون ناضجا، ليترك وراءه ندبة. ولكون هذا النوع من التكاثر لاجنسي، فالكائن الجديد منسوخ بشكل متطابق جينيا من الكائن الأصلي.
كائنات مثل الهيدرا تنتج خلايا جديدة لعرض التكاثر بواسطة التبرعم، حيث تنمو وتتكون الخلايا الجديدة في موقع معين من الجسم بواسطة الانقسام المتكرر. تنمو هذا البراعم إلى أفراد صغيرة ثم إلى كائنات ناضجة وتنفصل عن الكائن الأم لتكوين كائنات مستقلة.
عملية التبرعم الداخلي هي عملية تكاثر لاجنسي توجد في أنواع مختلفة من الأوليات المتطفلة مثل المقوسة الغوندية. هذه العملية تتضمن إنشاء خليتين جديدتين داخل الخلية الأم، وسوف تستهلك الخلايا الجديدة هذه الخلية الأم إلى أن تنفصل هذه الخلايا.
أما تعدد الأسلاف الداخلي فهي عملية تكاثر لاجنسي تتضمن الانقسام الداخلي بواسطة التبرعم.

## التكاثر الخلوي
في كائنات مثل فطريات الخميرة، وهي نوع من الخميرة المستعملة في الخبز وصنع الجعة، وفيه تنقسم بشكل غير متناظر بواسطة التبرعم. هذه العملية تنتج خلية جديدة صغيرة وخلية أم أكبر. الدراسات المجهرية الحديثة وجدت أن المتوكوندريا تنقسم أيضا بالتبرعم.

## تكاثر الحيوانات
من الحيوانات التي تتكاثر بالتبرعم المرجان وبعض الإسفنجيات ويرقات شوكيات الجلد وبعض الديدان المسطحة لاجوفية الشكل (مثل Convolutriloba).

## انقسام المستعمرات
تحدث ظاهرة التبرعم في بعض أنواع مستعمرات النحل مثل نحل العسل العملاق. ورغم أن هذه الظاهرة نادرة، لكن لوحظ أن مجموعة من العاملات تغادر خليتها وتبني خلية جديدة قرب الخلية الأولى.

## الفيروسات
في الفيروسات، يعد التبرعم شكلا من ذرف الفيروس، حيث تكتسب الفيروسات غلافها من غشاء الخلية المعيلة حيث ينتأ للخارج ويحيط بالفيروس.

## النباتات
يقصد بالتبرعم في الزراعة والبستنة بأنه تطعيم من نبات لآخر.